# Brufjorden
Brufjorden er en fjord i Flora kommune i Vestland fylke i Norge. Den ligger på nordsiden af Brulandet og øerne Askrova og Svanøy. På sydsiden af Brulandet ligger Stavfjorden. På nordsiden af fjorden ligger Stavøy.
Fjorden strækker sig fra Oddane, en gruppe holme i nordvest, og 11 kilometer mod sydøst, til indløbet af Førdefjorden. På fastlandet i øst ligger bebyggelsen Bru, som den er opkaldt efter. Fjorden ligger lige syd for kommunens hovedby Florø, og sydvest for  Vassreset som forbinder Rekstafjorden med Solheimsfjorden.